# Leslie (Geórgia)
Leslie é uma cidade localizada no estado americano de Geórgia, no Condado de Sumter.

## Demografia
Segundo o censo americano de 2000, a sua população era de 455 habitantes.
Em 2006, foi estimada uma população de 439, um decréscimo de 16 (-3.5%).

## Geografia
De acordo com o United States Census Bureau tem uma área de 4,6 km², dos quais 4,6 km² cobertos por terra e 0,0 km² cobertos por água. Leslie localiza-se a aproximadamente 94 m acima do nível do mar.

## Localidades na vizinhança
O diagrama seguinte representa as localidades num raio de 28 km ao redor de Leslie.